# Landauer Point
Der Landauer Point (in Argentinien Cabo Éxodo) ist eine Landspitze an der Ostküste der Adelaide-Insel vor der Westküste des antarktischen Grahamlands. Sie markiert die westliche Begrenzung der nördlichen Einfahrt zum Tickle Channel.
Der Falkland Islands Dependencies Survey kartierte die Landspitze anhand von Luftaufnahmen der US-amerikanischen Ronne Antarctic Research Expedition (1947–1948) und der Falkland Islands and Dependencies Aerial Survey Expedition (1956–1957). Das UK Antarctic Place-Names Committee benannte sie 1960 nach dem US-amerikanischen Physiker Joseph Kronthal Landauer (1927–1982), der die mechanischen Eigenschaften von Eis sowie den Gletscherfluss untersucht hatte.